# Stetson (Maine)
Stetson es un municipio ubicado en el condado de Penobscot, Maine, Estados Unidos. Tiene una población estimada, a mediados de 2021, de 1183 habitantes.

## Geografía
La localidad está ubicada en las coordenadas 44°52′18″N 69°6′50″O / 44.87167, -69.11389 (44.87164, -69.113926). Según la Oficina del Censo de los Estados Unidos, tiene una superficie total de 94.91 km², de la cual 90.68 km² corresponden a tierra firme y 4.23 km² están cubiertos de agua.

## Demografía
Según el censo de 2020, en ese momento había 1186 personas residiendo en la localidad. La densidad de población era de 13.1 hab./km². El 96.12% de los habitantes eran blancos, el 0.17% eran afroamericanos, el 0.34% eran amerindios, el 0.08% era asiático, el 0.17% eran de otras razas y el 3.12% eran de una mezcla de razas. Del total de la población, el 0.59% eran hispanos o latinos de cualquier raza.